# Сугинами
Сугинами (杉並区Сугинами-ку) – один из 23 специальных районов Токио. По состоянию на 1 мая 2020 года население составляло 588 405 чел, плотность населения – 17,276 чел/км², общая площадь района – 34,06 км². 
Сугинами расположен в западной части города. Граничит с районами Сибуя и Накано (на востоке), Нэрима (на севере) и Сэтагая (на юге), а также с городами Митака и Мусасино (на западе).
Через Сугинами протекает река Канда.

## Основные кварталы

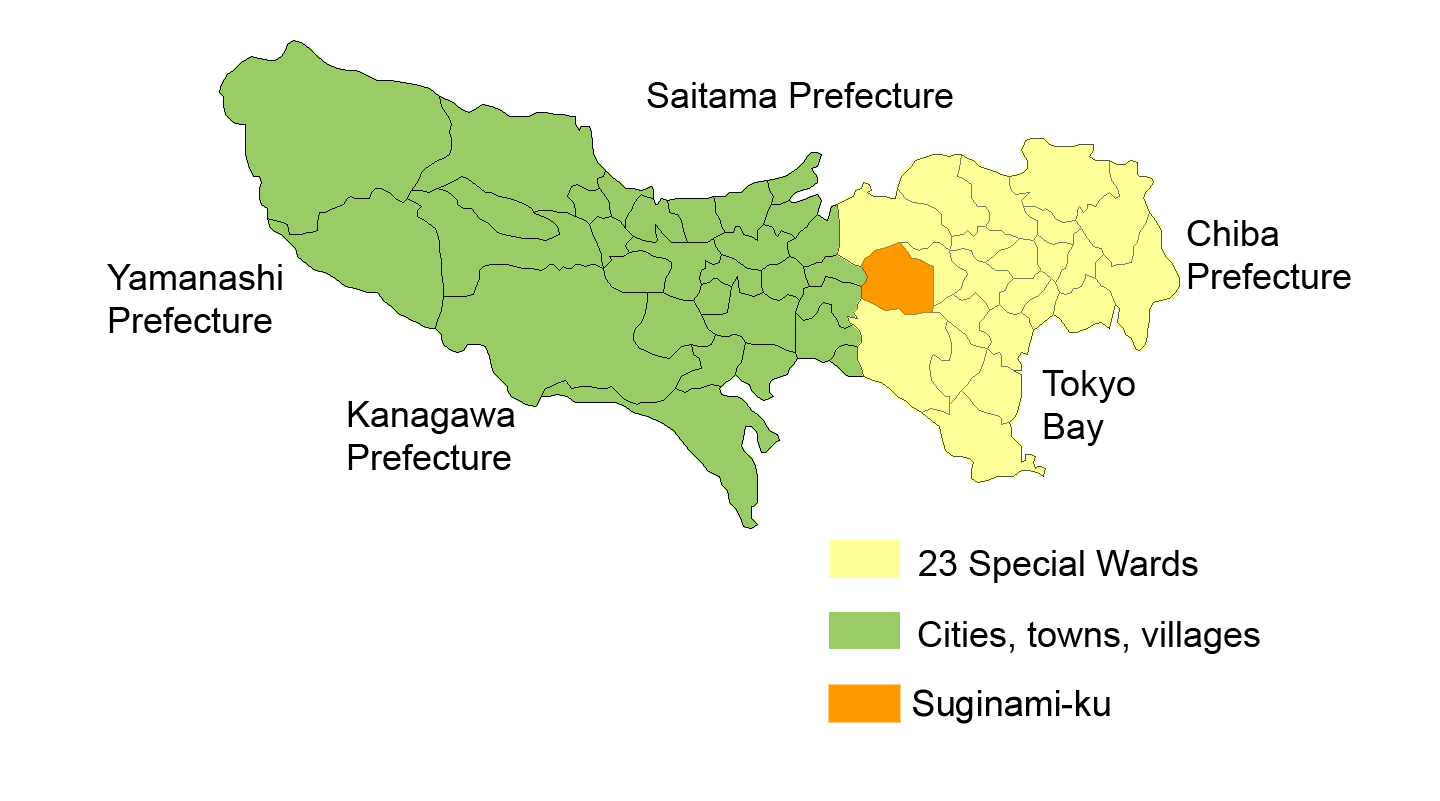
Район Сугинами на карте

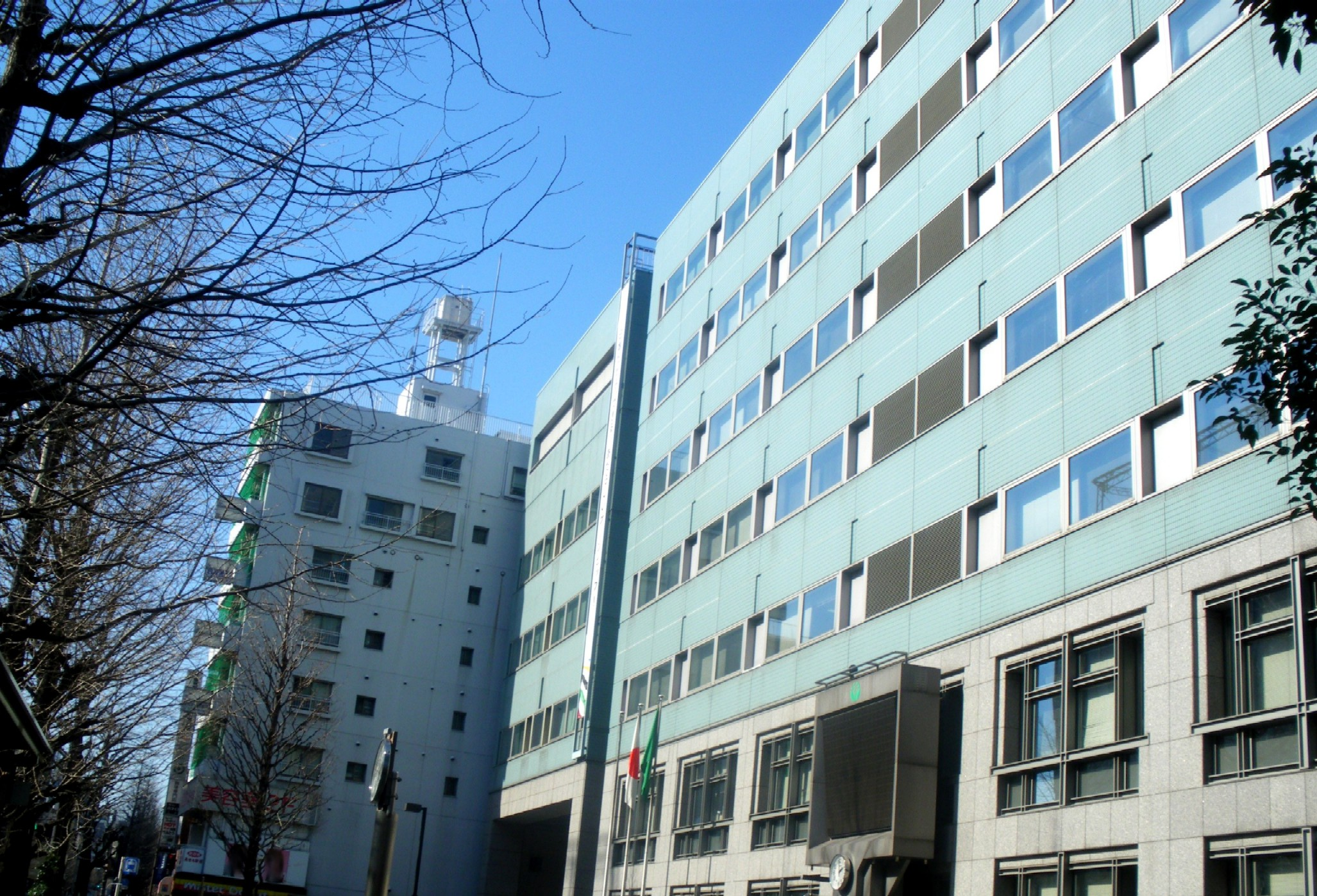
Мэрия района Сугинами

- Асагая
- Вада
- Идзуми
- Имагава
- Кёэндзи
- Кугаяма
- Нисиоги-Кита
- Нисиоги-Минами
- Огикубо
- Омия
- Сёан
- Симидзу

## Экономика
В Сугинами базируются корпорации «Ивацу Электрик» (электроника), «Data East», «Митчелл» и «Грасшоппер Мануфактур» (видеоигры), «Саммит» (сеть супермаркетов), а также множество студий аниме (всего более 70 из 400 по всей Японии), наиболее значительными из которых считаются «Bones», «Sunrise», Nomad и «Satelight». Кроме того, здесь находятся японские штаб-квартиры крупной американской ИТ-компании «Хьюлетт-Паккард» и американского банка «Америкен Экспресс», а также один из токийских офисов компании «Майкрософт».
В районе расположены торговые центры и универмаги «Перл Сентр», «Пи-Эй-Эл», «Сэйю», «Исэтан», «Люмине».

## Достопримечательности
- Музей анимации Сугинами
- Исторический музей Сугинами
- Православная церковь Яматэ
- Парк Дзэнпукудзи

## Галерея

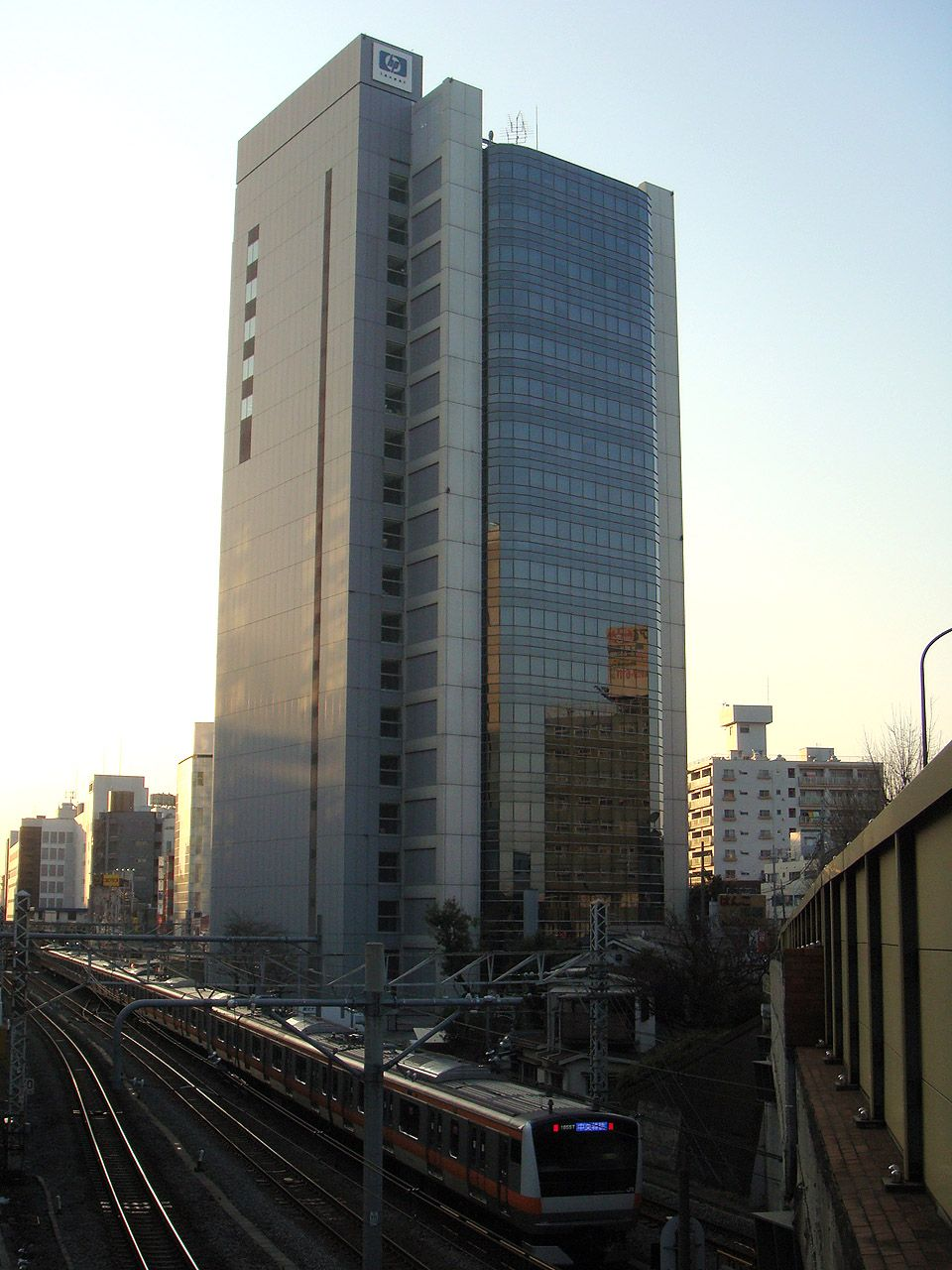
Штаб-квартира Хьюлетт-Паккард
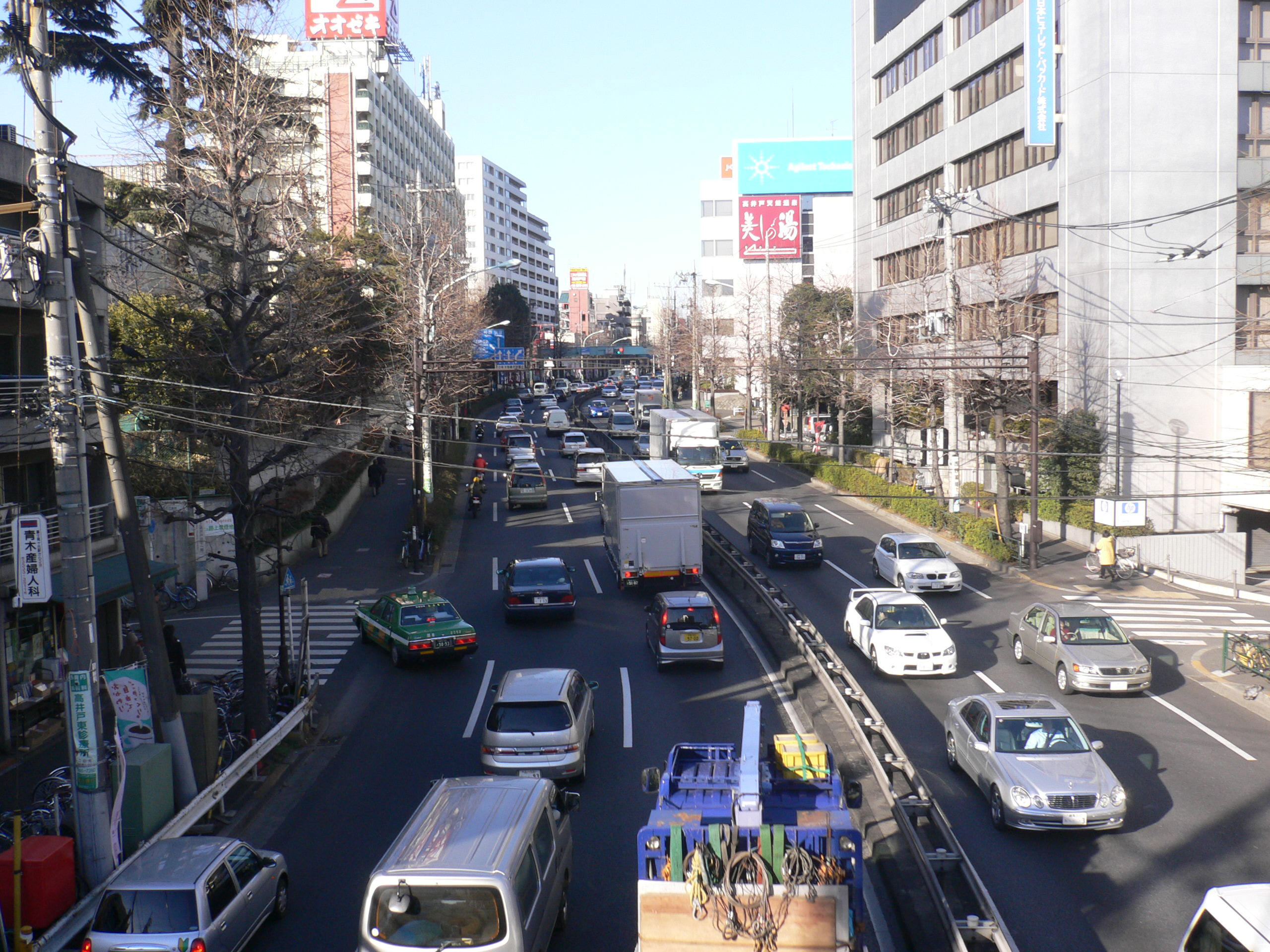
Одна из улиц Сугинами
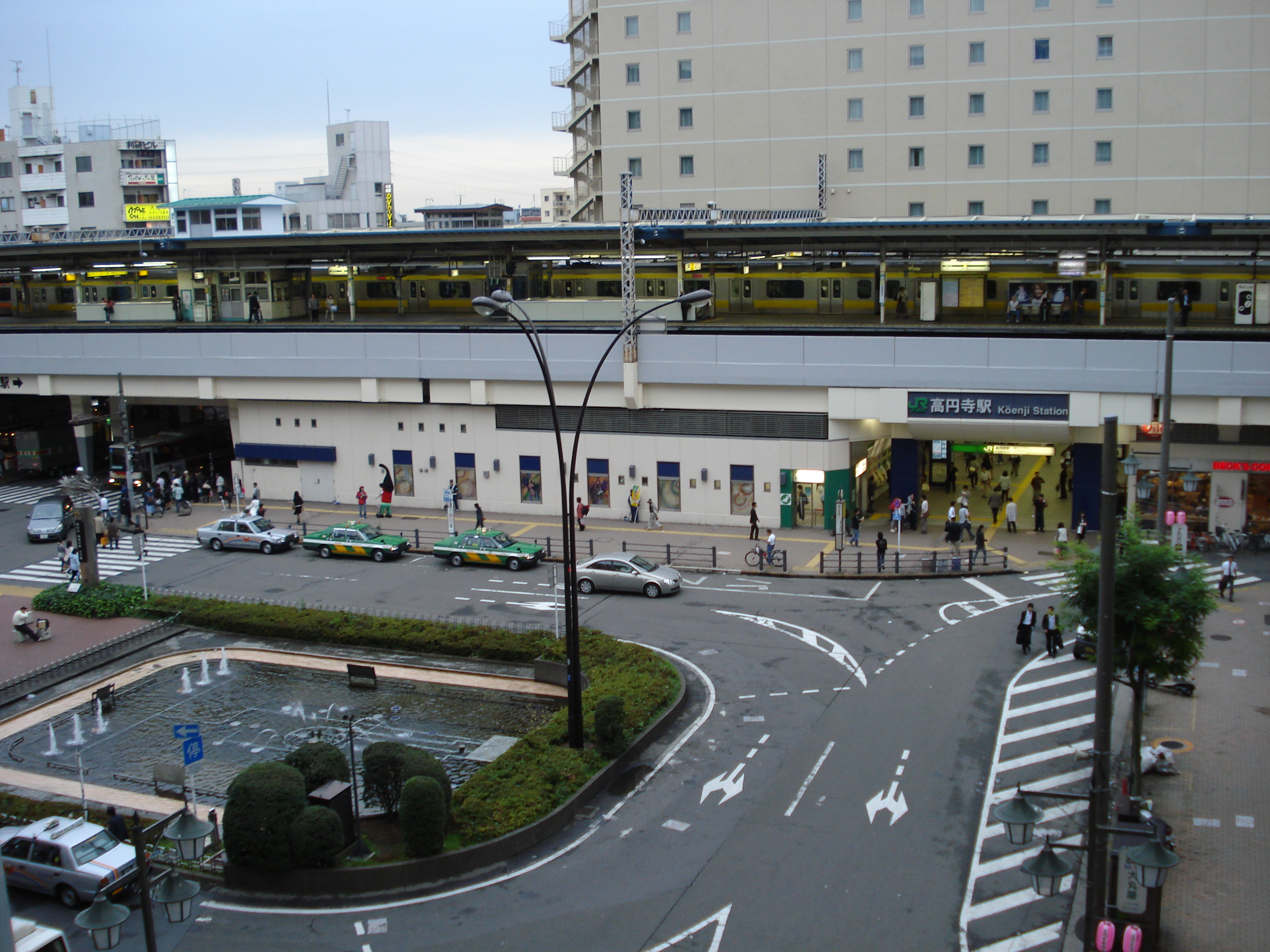
Станция Кёэндзи